# Deutsche Badmintonmeisterschaft 1972
Die Deutsche Badmintonmeisterschaft 1972 fand vom 30. Januar bis zum 2. Februar 1972 in Fellbach statt.

## Medaillengewinner
| Disziplin    | Gold                                                             | Silber                                                       | Bronze                                                                         |
| ------------ | ---------------------------------------------------------------- | ------------------------------------------------------------ | ------------------------------------------------------------------------------ |
| Herreneinzel | Wolfgang Bochow (1. DBC Bonn)                                    | Michael Schnaase (SC Union 08 Lüdinghausen)                  | Gerhard Kucki (1. BV Mülheim)                                                  |
| Herreneinzel | Wolfgang Bochow (1. DBC Bonn)                                    | Michael Schnaase (SC Union 08 Lüdinghausen)                  | Karl-Heinz Garbers (1. BV Mülheim)                                             |
| Dameneinzel  | Brigitte Steden (VfL Bochum)                                     | Marieluise Wackerow (1. BC Beuel)                            | Gudrun Ziebold (Merscheider TV)                                                |
| Dameneinzel  | Brigitte Steden (VfL Bochum)                                     | Marieluise Wackerow (1. BC Beuel)                            | Vera Martini (TuS Wiebelskirchen)                                              |
| Herrendoppel | Gerhard Kucki (1. BV Mülheim) Karl-Heinz Garbers (1. BV Mülheim) | Willi Braun (VfL Wolfsburg) Roland Maywald (1. BC Beuel)     | Horst Lösche (1. BV Mülheim) Michael Schnaase (SC Union 08 Lüdinghausen)       |
| Herrendoppel | Gerhard Kucki (1. BV Mülheim) Karl-Heinz Garbers (1. BV Mülheim) | Willi Braun (VfL Wolfsburg) Roland Maywald (1. BC Beuel)     | Siegfried Betz (MTV München von 1879) Torsten Winter (PSV Grün-Weiß Wiesbaden) |
| Damendoppel  | Karin Kucki (1. BV Mülheim) Marieluise Wackerow (1. BC Beuel)    | Brigitte Steden (VfL Bochum) Gudrun Ziebold (Merscheider TV) | Karin Schäfers (1. BV Mülheim) Antonie Schwabe (1. BV Mülheim)                 |
| Damendoppel  | Karin Kucki (1. BV Mülheim) Marieluise Wackerow (1. BC Beuel)    | Brigitte Steden (VfL Bochum) Gudrun Ziebold (Merscheider TV) | Ursula Puruckherr (SV Helios Berlin) Rita Werner (SV Helios Berlin)            |
| Mixed        | Wolfgang Bochow (1. DBC Bonn) Marieluise Wackerow (1. BC Beuel)  | Roland Maywald (1. BC Beuel) Brigitte Steden (VfL Bochum)    | Hans-Dietrich Emmers (Merscheider TV) Gudrun Ziebold (Merscheider TV)          |
| Mixed        | Wolfgang Bochow (1. DBC Bonn) Marieluise Wackerow (1. BC Beuel)  | Roland Maywald (1. BC Beuel) Brigitte Steden (VfL Bochum)    | Siegfried Betz (MTV München von 1879) Anke Betz (MTV München von 1879)         |